# Katharina Oguntoye

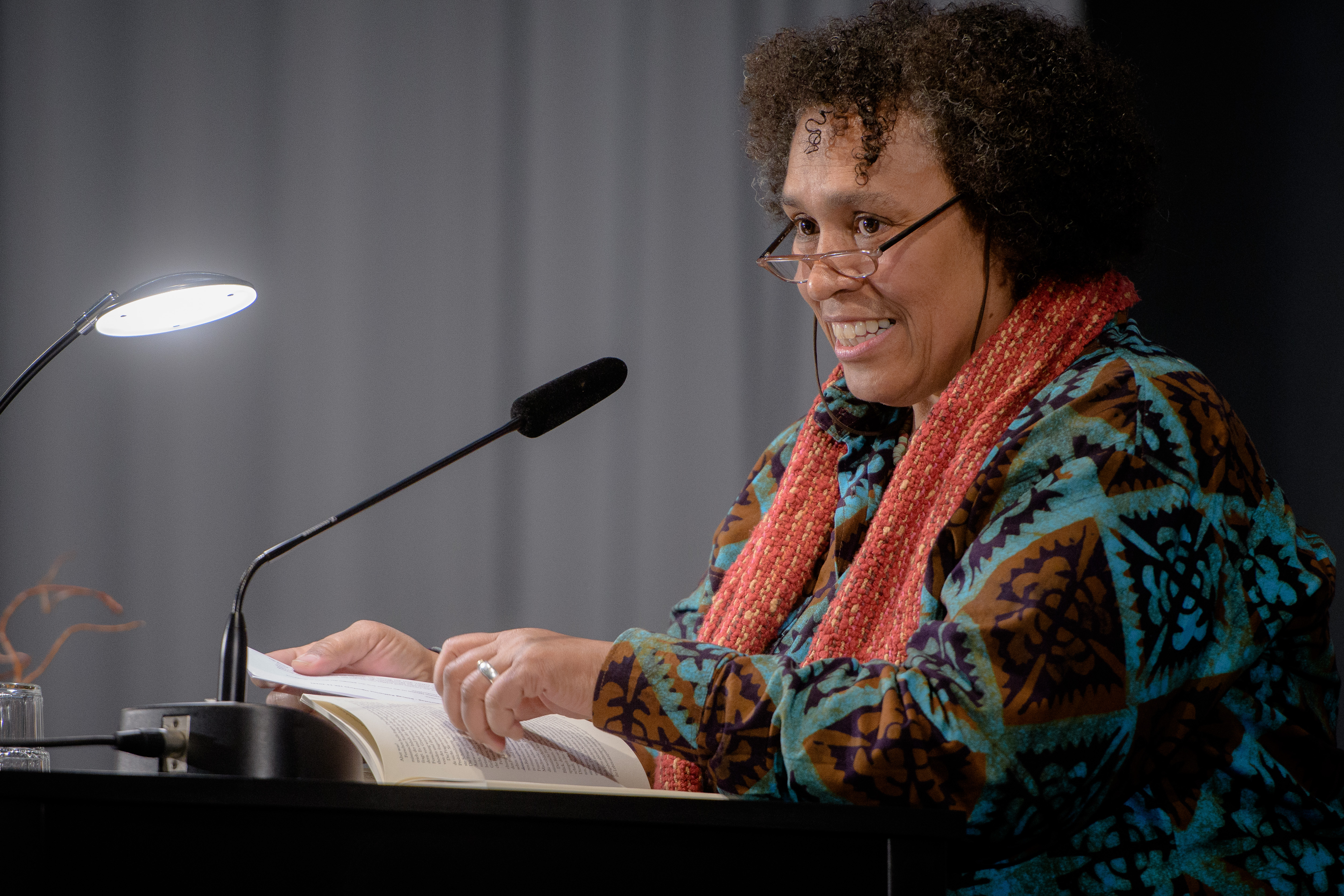
Katharina Oguntoye (2016)

Katharina Oguntoye (geboren am 21. Januar 1959 in Zwickau) ist eine deutsche Schriftstellerin, Historikerin, Aktivistin und Dichterin. Besondere Bekanntheit erlangte sie durch die Mitherausgabe des Buches Farbe bekennen mit May Ayim (damals May Opitz) und Dagmar Schultz. Oguntoye gilt als Wegbereiterin und Vorkämpferin eines zivilgesellschaftlichen Engagements für die Belange afrodeutscher und afrikanischer Menschen in Deutschland. Im Jahr 2022 wurde sie für ihre Arbeit mit dem Verdienstorden der Bundesrepublik Deutschland gewürdigt.

## Leben
Katharina Oguntoye wuchs in Leipzig, Heidelberg und in Nigeria auf. Ihre Mutter lernte nach Aussagen Oguntoyes ihren Vater an der Karl-Marx-Universität Leipzig kennen, der dort mit Hilfe eines Stipendiums der DDR studierte. 1965 kehrte Oguntoyes Vater zurück nach Nigeria, um dort eine Professur anzunehmen. Ihre Mutter kam mit Oguntoye und ihrem jüngeren Bruder ein Jahr später nach. Die Familie lebte auf dem Universitätscampus, Oguntoye lernte dort die Familie ihres Vaters kennen. Zwei Jahre später, 1967, brach der Biafra-Krieg aus, weshalb Oguntoyes Mutter mit ihr nach Deutschland zurückkehrte, in die Heimatstadt ihrer Schwester, Heidelberg. Oguntoyes Bruder blieb beim Vater.
Ihre Jugend in Heidelberg beschreibt Katharina Oguntoye im Hinblick darauf, dass dort wenige andere Afrodeutsche lebten, als nicht einfach. Die zuvor in Nigeria erlebte Zeit sei für sie essenziell gewesen, um zwischen Fremdzuschreibung und eigenen Bildern zu unterscheiden. Zur gleichen Zeit begann Oguntoye sich politisch in der aufkommenden Umweltbewegung zu engagieren, später auch in der Frauenbewegung.
1982 zog Katharina Oguntoye nach West-Berlin, um an der Kreuzberger Schule für Erwachsenenbildung ihr Abitur nachzuholen. Sie war in ihrer Klasse in den 1980er Jahren die einzige Schwarze. Gleichzeitig habe ihr der Rahmen einer selbstorganisierten Schule die Möglichkeit geboten, sich gemeinsam mit anderen Frauen in gemischtgeschlechtlich geführten Diskussionen selbst zu ermächtigen und wahrnehmbar zu werden. In dieser Zeit hatte sie auch ihr lesbisches Coming-out.
Sie ist mit ihrer langjährigen Lebensgefährtin, der Autorin und Übersetzerin Carolyn Gammon, verpartnert. Das Paar lebt in Berlin.

## Werk
Im Jahr 1984 besuchte Oguntoye Seminare der amerikanischen Dichterin und Aktivistin Audre Lorde, die unter anderem an der Freien Universität Berlin als Gastdozentin unterrichtete. Lorde hatte das Angebot, im Orlanda-Verlag ein Buch zu veröffentlichen, aber bat stattdessen May Ayim, damals 22 Jahre alt, und Oguntoye, 24 Jahre alt, ein Werk über und für Afrodeutsche in Deutschland zu veröffentlichen: „Stellt euch einander und der Welt vor.“ Farbe bekennen erschien 1986, gemeinsam herausgegeben von Oguntoye, Ayim und Dagmar Schultz.
Farbe bekennen war das erste Buch, das rassistische Alltagserfahrungen Afrodeutscher in Deutschland beschrieb. Das Werk gilt als (Mit-)Auslöser einer Politisierung der afrodeutschen Bewegung. Erstmals kamen schwarze Menschen in Deutschland miteinander in Kontakt und politisierten sich.
Anders als heute habe das Buch damals in weißen feministischen Kreisen wenig Resonanz gefunden, so die Journalistin Laura Freisberg im Rahmen einer Sendung des BR-Zündfunk. In einem Interview mit L-Mag im Jahr 2019 erinnert sich Oguntoye: „Unser Coming-out als Schwarze Deutsche hat dazu geführt, dass weiße Feministinnen mehr reflektieren mussten und klar wurde: Das sind Privilegien. Die weißen Deutschen hatten die ,Check-card of Privileges‘: Arbeitsrecht, Niederlassungsrecht, Reisefreiheit. Wir als Afrodeutsche haben die zwar mit dem deutschen Pass auch ein stückweit, es wird uns aber immer wieder abgesprochen.“
Im Jahr 1985 hatte Oguntoye an der Technischen Universität ein Geschichtsstudium begonnen. Ihre 1997 publizierte Magisterarbeit mit dem Titel Eine afro-deutsche Geschichte: Zur Lebenssituation von Afrikanern und Afro-Deutschen in Deutschland von 1884 bis 1950 erscheint 2020 in einer Neuauflage im Orlanda Verlag. In dieser historischen Arbeit richtete sie den Blick auf schwarze Menschen in Deutschland mit einem Schwerpunktinteresse auf den Lebenswirklichkeiten und der Perspektive von Afrikanern und Afrodeutschen jenseits der Sicht der deutschen Mehrheitsgesellschaft.

## Politisches Engagement
Oguntoye war Mitbegründerin der Initiative Schwarze Menschen in Deutschland (ISD) und der afrodeutschen Frauengruppe ADEFRA. 1997 gründete sie darüber hinaus das interkulturelle Netzwerk Joliba e. V., das vor allem Familien afrikanischer, afrodeutscher und afroamerikanischer Herkunft Angebote macht. Neben Kinderfesten und Eltern-Kind-Gruppen organisiert der Verein Ausstellungen, Lesungen und Seminare. Oguntoye begründet ihre Motivation für ihr Engagement vor allem damit, dass schwarze Menschen in Deutschland weiterhin unsichtbar seien und als nicht gleichberechtigt wahrgenommen würden. Dem Verein steht sie darüber hinaus seit Gründung als Projektleiterin und Geschäftsführerin vor.
2022 wurde Katharina Oguntoye für ihre jahrzehntelange Arbeit und ihr Engagement gegen Rassismus, Sexismus, Homophobie und für Gleichberechtigung und Teilhabe interkultureller Gemeinschaften, insbesondere afrikanischer und afrodeutscher Menschen in Deutschland, mit dem Verdienstorden der Bundesrepublik Deutschland ausgezeichnet.

## Auszeichnungen
- 2020: Preis für Lesbische* Sichtbarkeit des Landes Berlin[15]
- 2022: Verdienstorden der Bundesrepublik Deutschland[2]
- 2023: 32. Rosa-Courage-Preis von Gay in May – Queere Kulturtage in Osnabrück[16]
- 2024: Obermayer German Jewish History Award[17]

## Werke
- mit May Opitz (Ayim), Dagmar Schultz: Farbe Bekennen. Afro-deutsche Frauen auf den Spuren ihrer Geschichte. Orlanda Frauenverlag, Berlin 1986, ISBN 3-922166-21-0.
  - Neuauflage mit Vorwort von Katharina Oguntoye im Orlanda Verlag, Berlin 2020, ISBN 978-3-944666-20-4.
  - Showing Our Colors: Afro-German Women Speak Out. University of Massachusetts Press, Amherst 1991, ISBN 978-0-87023-759-1.
- Parallelität und Balance/Ausgleich. Über die Konflikte zwischen der schwarzen und der weißen Frauenbewegung. Eigenverlag, Dokumentation: 9. Berliner Lesbenwoche 1993. Die Herausforderung annehmen – Hauptthema: Rassismus, 1993, S. 44–48.
- Sozialisationseinflüsse und Lebenssituation von afro-deutschen Frauen/Lesben. In: Senatsverwaltung für Jugend und Familie (Hrsg.): Pädagogischer Kongreß: Lebensformen und Sexualität. Was heißt hier normal? Lesbisch – schwul – heterosexuell. Reihe: Dokumente lesbisch-schwuler Emanzipation des Referats für gleichgeschlechtliche Lebensweisen Nr. 8, Berlin 1993, S. 205–208.
- Eine afro-deutsche Geschichte: Zur Lebenssituation von Afrikanern und Afro-Deutschen in Deutschland von 1884 bis 1950. Verlag Christine Hoffmann, Berlin 1997, ISBN 3-929120-08-9.
  - Neuauflage unter: Schwarze Wurzeln: Afro-deutsche Familiengeschichten von 1884 bis 1950. Orlanda Verlag, Berlin 2020, ISBN 978-3-944666-62-4.
- Afrikanische Zuwanderung nach Deutschland zwischen 1884 und 1945. In: Bundeszentrale für politische Bildung vom 30. Juli 2004, abgerufen am 2. Juni 2020.
- Mein Coming-out als Schwarze Lesbe in Deutschland. In: Gabriele Dennert, Christiane Leidinger, Franziska Rauchut (Hrsg.): In Bewegung bleiben. 100 Jahre Politik, Kultur und Geschichte von Lesben. Querverlag, Berlin 2007, ISBN 978-3-89656-148-0, S. 160–163.
- Prekäre Subjekte. Der Kolonialismus und seine Folgen – 125 Jahre nach der Berliner Afrika-Konferenz. In: INKOTA-Brief 149, September 2009.
- Beitrag in: Sara Lennox (Hrsg.): Remapping Black Germany. New Perspectives on Afro-German History, Politics, and Culture. University of Massachusetts Press, Amherst 2016, ISBN 978-1-62534-231-7.

## Weiterführende Literatur
- Aija Poikane-Daumke: African Diasporas: Afro-German Literature in the Context of the African American Experience. Reihe Transnational and Transatlantic American Studies, hrsg. v. Kornelia Freitag, Walter Grünzweig, Randi Gunzenhäuser, Martina Pfeiler, Wilfried Raussert, Michael Wala. LIT Verlag, Münster 2006, ISBN 978-3-8258-9612-6.
- Nicola Lauré al-Samarai: Katharina Oguntoye. In: Peggy Piesche (Hrsg.): Labor 89. Intersektionale Bewegungsgeschichte*n aus West und Ost. Verlag Yılmaz-Günay, Berlin 2020, ISBN 978-3-9817227-3-4, S. 30–48.